# Lego Feet
Lego Feet est groupe de musique électronique britannique, constitué des musiciens Sean Booth et Rob Brown, plus connus pour leur duo Autechre.
Le groupe a publié un album portant le même nom, paru en 1991.

## Titres
2241
- Face A :
  1. [Sans titre] (0:04)
  2. Leaves on the Line (3:39)
  3. [Sans titre] (0:35)
  4. [Sans titre] (5:48)
  5. Keyop (2:51)
  6. [Sans titre] (2:09)
  7. [Sans titre] (4:47)
- Face B :
  1. [Sans titre] (0:20)
  2. [Sans titre] (3:50)
  3. [Sans titre] (0:27)
  4. [Sans titre] (5:55)
  5. Northwest Water (1:21)
  6. [Sans titre] (2:48)
  7. [Sans titre] (0:46)
  8. [Sans titre] (0:05)
  9. [Sans titre] (1:39)
  10. [Sans titre] (0:17)